# 茨城アストロプラネッツの選手一覧
茨城アストロプラネッツの選手一覧（いばらきアストロプラネッツのせんしゅいちらん）は、ベースボール・チャレンジ・リーグ（ルートインBCリーグ）の茨城アストロプラネッツに所属する、およびかつて所属していた主な選手の一覧である。

## 首脳陣
| 背番号 | 名前     | 役職       |
| ------ | -------- | ---------- |
| 66     | 巽真悟   | 監督兼投手 |
| 13     | 土田佳武 | 野手コーチ |

## 所属選手
※備考欄の「移籍」はリーグより移籍選手として公示されたもの。
それ以外の前年リーグ内他球団所属者は「前年は××に所属」と記載。

### 投手
| 背番号 | 選手名     | 投 | 打 | 備考                                     |
| ------ | ---------- | -- | -- | ---------------------------------------- |
| 11     | 川端啓新   | 左 | 左 | 2025年度新入団 練習生                    |
| 12     | 阿曽伊吹   | 右 | 右 | 2025年度新入団 登録名「伊吹」 練習生     |
| 14     | 増田水紀   | 左 | 左 | 2025年度新入団                           |
| 16     | 中川武海   | 右 | 右 | 2025年度新入団                           |
| 17     | 佐藤友紀   | 右 | 右 |                                          |
| 18     | 長尾光     | 右 | 右 |                                          |
| 19     | 三浦遼大   | 右 | 左 |                                          |
| 21     | 斉藤淳斗   | 右 | 右 |                                          |
| 24     | 武田稜平   | 右 | 右 | 2025年度新入団 練習生                    |
| 28     | 有馬拓     | 右 | 左 | 練習生                                   |
| 30     | 川平真也   | 右 | 右 |                                          |
| 31     | 山田大河   | 左 | 左 | 2025年度新入団                           |
| 34     | 金韓根     | 左 | 左 | 2025年度新入団                           |
| 40     | 哘崎新     | 右 | 右 | 2025年度新入団                           |
| 41     | 清原浩斗   | 右 | 左 | 2025年度新入団                           |
| 47     | 太田大和   | 左 | 左 | 2025年度新入団 前年は埼玉に所属          |
| 48     | 石野田拓斗 | 右 | 右 | 投手キャプテン                           |
| 55     | 福原俊吾   | 右 | 右 | 2025年度新入団 練習生                    |
| 62     | 竹内龍臣   | 右 | 右 | 2025年度新入団 元・中日ドラゴンズ 練習生 |
| 66     | 巽真悟     | 右 | 左 | 監督兼任 元・福岡ソフトバンクホークス    |

### 捕手
| 背番号 | 選手名   | 投 | 打 | 備考             |
| ------ | -------- | -- | -- | ---------------- |
| 22     | 草場悠   | 右 | 右 | 2025年度新入団   |
| 25     | 原田京雅 | 右 | 左 | 神奈川から移籍   |
| 37     | 北原翔   | 右 | 左 | チームキャプテン |
| 42     | 佐藤大和 | 右 | 右 | 背番号24から変更 |

### 内野手
| 背番号 | 選手名   | 投 | 打 | 備考                  |
| ------ | -------- | -- | -- | --------------------- |
| 2      | 秋川正佳 | 右 | 右 | 2025年度新入団        |
| 3      | 原海聖   | 右 | 右 |                       |
| 4      | 高田龍   | 右 | 左 |                       |
| 6      | 三池裕翔 | 右 | 左 | 2025年度新入団        |
| 9      | 鈴木寛太 | 右 | 右 | 2025年度新入団 練習生 |
| 44     | 辻本直樹 | 右 | 右 | 2025年度新入団 練習生 |
| 51     | 杉木優斗 | 右 | 右 | 2025年度新入団        |

### 外野手
| 背番号 | 選手名         | 投 | 打 | 備考                            |
| ------ | -------------- | -- | -- | ------------------------------- |
| 1      | 廣澤新太郎     | 右 | 左 | 2025年度新入団 登録名「新太郎」 |
| 7      | 山本仁         | 右 | 左 | 2025年度新入団                  |
| 8      | 北川柊         | 右 | 左 | 練習生                          |
| 27     | ジョ・ミンヨン | 右 | 右 |                                 |

## 過去に在籍していた主な選手

### NPB入団選手
※年はNPB入団前の最終所属年度。当球団から直接入団した選手に限る。
- 2020年
  - 小沼健太 - 千葉ロッテマリーンズ（育成ドラフト2位、2021年 - 2023年、2023年途中に読売ジャイアンツに移籍）
- 2021年
  - ダリエル・アルバレス - 福岡ソフトバンクホークス（2021年途中 - 同年終了、元・ボルチモア・オリオールズ）、登録名「アルバレス」
  - セサル・バルガス - オリックス・バファローズ（2021年途中 - 2022年、元・サンディエゴ・パドレス、野球メキシコ代表）、登録名「バルガス」
  - 山中尭之 - オリックス・バファローズ（育成ドラフト1位、2022年 - 2024年）
  - 大橋武尊 - 横浜DeNAベイスターズ（育成ドラフト3位、2022年 - 2023年）
- 2022年
  - 渡辺明貴 - 横浜DeNAベイスターズ（育成ドラフト4位、2023年 - ）
- 2023年
  - アレン・ハンソン - 北海道日本ハムファイターズ（2023年途中 - 終了 、元・トロント・ブルージェイズ）、登録名「ハンソン」
  - 土生翔太 - 中日ドラゴンズ（ドラフト5位、2024年 - ）
  - 日渡騰輝 - 中日ドラゴンズ（育成ドラフト1位、2024年 - ）

- 2024年
  - アンディ・マーティン - 千葉ロッテマリーンズ（2024年途中 - ） 、登録名「マーティン」
  - 陽柏翔 - 東北楽天ゴールデンイーグルス（ドラフト6位、2025年 - ）
  - 大友宗 - 福岡ソフトバンクホークス（育成ドラフト3位、2025年 - )

### MLB入団選手
※年はMLB入団前の最終所属年度。当球団から直接入団した選手に限る。
- 2021年
  - 松田康甫 - ロサンゼルス・ドジャース (マイナー契約、2022年)[2]。2023年に復帰（同年で退団）。

### その他
- 浅野森羅 - 退団後LMB・ベラクルス・イーグルスに入団
- 井川翔
- 石田駿 - 元・東北楽天ゴールデンイーグルス
- 植田拓
- ウオング航平 - 野球シンガポール代表
- 内山竣 - ベストナイン（2022年）
- 大塚虎之介 - 大塚晶文の子息、退団後フィラデルフィア・フィリーズ国際スカウト[3]。登録名「虎之介」
- 坂田将人 - 元福岡ソフトバンクホークス
- 妹尾克哉
- 高橋駿 (野球)
- 土田佳武 - 地区最多本塁打（2022年）、地区最多打点（2022年）、地区首位打者（2023年）、コーチ兼任
- 二宮衣沙貴 - 地区最多勝（2022年）、退団後CPBL・富邦ガーディアンズに入団
- 根岸涼 - 地区最優秀防御率（2023年）、退団後LMB・アグアスカリエンテス・レイルロードメンに入団、2024年に復帰、再退団後CPBL・富邦ガーディアンズに入団
- 根本和也 - 練習生、2023年より千葉ロッテマリーンズブルペン捕手
- 濱矢廣大 - 元横浜DeNAベイスターズ
- 福田夏央 - 2023WBCニュージーランド代表[4]
- フランクリン・キロメ（英語版） - 元・ニューヨーク・メッツ
- 松尾大河 - 元横浜DeNAベイスターズ (琉球ブルーオーシャンズからの派遣選手)
- 水野貴士
- 宮城竜輝 - 宮城滝太の弟（在籍時は練習生）
- 村上航
- 森祐樹 - 地区最多セーブ (2022年)
- 安田寿明 - 地区最多盗塁 (2022年)
- ラファエル・フェルナンデス - 元東京ヤクルトスワローズ
- ラモン・カブレラ - 元シンシナティ・レッズ

## 歴代監督
- 坂克彦 （2019年 - 2020年）
- ジョニー・セリス （2021年）
- 松坂賢 （2022年）
- 伊藤悠一 （2023年）